# Otto Jespersen
Jens Otto Harry Jespersen, född 16 juli 1860 i Randers på Jylland, död 30 april 1943, var en dansk lingvist. 

## Biografi
Jespersen var 1893-1925 professor i engelska språket på Köpenhamns universitet. Han var en framstående forskare vars böcker om engelskan och dess grammatik användes även på engelska universitet. Förutom för allmän grammatikteori intresserade han sig också för det mänskliga språkets ursprung. Han tillmätte fonosemantik (ljudsymbolik) stor betydelse, medan andra samtida lingvister visserligen erkände uppenbara fall av ljudhärmning, men ansåg att sambandet mellan ljud och betydelse hos ord i alla övriga fall är rent konventionellt. 
Jespersen gjorde också betydelsefulla insatser inom själva fonetiken, och tillsammans med Paul Passy var han en av grundarna av IPA (Internationella fonetiska förbundet). 
Jespersen var en aktiv förespråkare för användningen av ett konstruerat internationellt hjälpspråk som esperanto. Han var medlem i en delegation som år 1900 bildades för att utarbeta en förbättrad version av esperanto. Denna presenterades år 1907 under namnet Ido. Jespersen introducerade internationalitetsprincipen, som innebär att varje ord skulle ha den form som är lättast att känna igen och att uttala för flest människor. När det sedan visade sig att flertalet esperantister insisterade på att hålla fast vid språkets ursprungliga form konstruerade Jespersen ett eget språk, Novial (1928), där han bibehöll internationalitetsprincipen, men fjärmade sig från esperanto och ido i de grammatiska medlen. I ett tidigt skede medarbetade Jespersen också i International Auxiliary Language Association som senare (1951) kom att presentera Interlingua. 

## Utmärkelser
- Riddare av Dannebrogorden,  1901[6]
- Prix Volney,  1906
- Hedersdoktor vid Columbia University,  1910[6]
- Hedersdoktor vid Saint Andrews-universitetet,  1925[6]
- Hedersdoktor vid Sorbonne,  1927[9][6]

[Redigera Wikidata]